# جانين برودي
جانين برودي هي كاتِبة كندية، ولدت في 1952.